# Carmen Portinho
Carmen Velasco Portinho (Corumbá, 26 de enero de 1903 - Río de Janeiro, 25 de julio de 2001) fue una ingeniera civil, urbanista y feminista brasileña, pionera de la lucha por los derechos de la mujer en su país. Fue la primera mujer que se graduó como urbanista en Brasil y la tercera como ingeniera civil.

## Biografía
Nació en 1903 en Corumbá, actual estado de Mato Grosso del Sur, y fue la primogénita de los nueve hijos del matrimonio del gaúcho Francisco Sertório Portinho y la boliviana María Velasco. En 1911 la familia se trasladó a Río de Janeiro donde el padre trabajó como superintendente de Limpieza Pública, hasta su fallecimiento.
Ingresó al Colegio Sacré Coeur de Jesús en 1912 y a la Escuela Politécnica de la antigua Universidad de Brasil en 1920. Se graduó de ingeniera geógrafa en 1924 y con 21 años. Comenzó a dictar clases de matemáticas en el Colegio Pedro II en 1925. Fue un escándalo para la época ya que se trataba de un internado masculino pero ni siquiera la intervención del ministro de Justicia logró apartarla. Dictó clases durante tres años más hasta su renuncia por voluntad propia.

### Trayectoria profesional
En 1926 se convirtió en la tercera mujer en graduarse como ingeniera civil en Brasil. Se diplomó en la Universidad de Brasil, actual Universidad Federal de Río de Janeiro. Ingresó como ingeniera auxiliar a la Dirección de Obras y Vialidad de la prefectura del Distrito Federal, en ese entonces Río de Janeiro. Su primera obra después de recibirse fue la escuela «Ricardo de Albuquerque» en el barrio carioca del mismo nombre.
Firmó en 1935 el acta fundacional de la Sociedad de Arquitectos e Ingenieros de Río de Janeiro. En 1937 fue una de las fundadoras y primera presidente de la Asociación Brasileña de Ingenieras y Arquitectas. Fue la primera mujer brasileña en obtener el título de posgrado como urbanista. Lo obtuvo en 1939, en la desaparecida Universidad del Distrito Federal, y su diploma fue firmado por Mário de Andrade. Se graduó en la Universidad del Distrito Federal (UDF) con la tesis Anteprojeto para a Futura Capital do Brasil no Planalto Central (Anteproyecto para la futura capital de Brasil en el Planalto Central). Este proyecto fue antecedente directo del Plan Piloto de Brasilia proyectado por Lúcio Costa. En 1945 logró una beca para viajar a Inglaterra e integrarse a los equipos de reconstrucción y remodelación de las ciudades inglesas bombardeadas durante la Segunda Guerra Mundial.
A propuesta de ella en 1947 se creó dentro de la prefectura el Departamento de Habitação Popular (Departamento de Vivienda Popular) del que fue su primera directora. Fue la ingeniera civil del proyecto y construcción del Conjunto Habitacional Prefeito Mendes de Morais – Pedregulho, en São Cristóvão, inaugurado a partir de los años 1950. El arquitecto del proyecto fue su pareja Affonso Eduardo Reidy. Artistas como Roberto Burle Marx, Anísio Medeiros y Cândido Portinari crearon en forma gratuita paneles de azulejos para la escuela, patios y jardines del conjunto.
Asumió la dirección ejecutiva adjunta del Museo de Arte Moderno de Río de Janeiro (MAM) en 1951, cargo que ocupó por más de quince años. También fue ingeniera responsable de otros proyectos de Reidy: entre ellos el conjunto de Gávea y el propio MAM. A partir de 1954 dirigió las obras de ingeniería civil de la nueva sede del MAM en el aterro da Gloria, hasta ese entonces instalado en el edificio del Ministerio de Educación.
En 1959 se jubiló como ingeniera jefe y directora del departamento de Vivienda Popular de la prefectura del Distrito Federal y apoyó la creación del taller de grabado en el MAM, bajo la dirección de Edith Behring. Este taller se venía organizando desde 1957 y fue inaugurado en mayo de 1959.
Fue designada Ciudadana Carioca en 1966 por la Asamblea Legislativa del estado de la Guanabara. En 1967 el gobernador Negrão de Lima la designó directora de la primera escuela de diseño industrial de América Latina: la Escola Superior de Desenho Industrial (ESDI - Escuela Superior de Diseño Industrial). Estuvo al frente de la escuela por veinte años, hasta 1988, y siguió trabajando en ella hasta los 96 años de edad, con la Esdi ya integrada a la Universidad del Estado de Río de Janeiro (UERJ). El centro académico de la escuela lleva el nombre de Centro Académico Carmen Portinho.
Según el escritor y periodista Zuenir Ventura, docente de la ESDI en los años 1960, «la ESDI fue para el diseño industrial lo que el bossa nova fue para la música, El Arena para el teatro, el Cinema Novo para el cine, Brasilia para la arquitectura. Fue matriz, se reprodujo y formó cabezas».
En marzo de 1987 integró la comisión que entregó la Carta de las mujeres al diputado Ulysses Guimarães, presidente de la Asamblea Constituyente. En 1992 la UERJ creó el premio «Carmen Portinho» para reconocer la producción científica de sus alumnos. En 1999 se publicó un libro con testimonios sobre su vida y obra, titulado Por toda a minha vida.
Integró el jurado de varias bienales de arte nacionales e internacionales y salones de artes plásticas; representó a su país en congresos y encuentros internacionales y recibió múltiples reconocimientos. También organizó exposiciones de artes plásticas, arquitectura y diseño que contribuyeron a divulgar la obra de artistas como Ivan Serpa, Fayga Ostrower, Arthur Luiz Piza, etc., y arquitectos como Oscar Niemeyer, Alcides Rocha Miranda, Jorge Moreira y su compañero Alfonso Eduardo Reidy, entre otros.

### Activismo feminista
Fue una activa militante por los derechos de la mujer. Desde 1919, aún en la adolescencia, colaboró con Bertha Lutz en la organización el movimiento sufragista brasileño. Lutz la invitó a integrarse a la Federação Brasileira pelo Progresso Feminino (Federación Brasileña por el Progreso Femenino - FBPF) donde fue tesorera y primera vicepresidente. En 1930 fundó en su propia casa la União Universitária Feminina (Unión Universitaria Femenina), con el propósito de luchar por el reconocimiento profesional de las mujeres, y fue su primera presidenta. La reunión inicial contó con la presencia de Bertha Lutz, Maria Esther Ramalho, Natércia da Silveira, Sylvia Vaccani, Luíza y Amélia Spienza.
Debido a la lucha del movimiento feminista, el presidente Getúlio Vargas designó una comisión para estudiar los cambios electorales. Pero el jurista que presidía la comisión, mantenía la posición de otorgar el voto femenino solo a las mujeres que hubiesen accedido a la universidad. La misma Carmen Portinho, a través de su primo que era secretario de Vargas, logró entrevistarse con el presidente y le manifestó la férrea oposición de las organizaciones feministas a cualquier restricción al derecho al voto. Finalmente, el 24 de febrero de 1932 Vargas firmó el decreto N.º 21.076 que aprobaba el primer código electoral brasileño. Este código adoptó el voto directo, obligatorio y secreto y el sufragio femenino.
Más allá de cuestiones puntuales por el derecho al voto y el reconocimiento profesional luchaba sobre todo por la igualdad de derechos laborales y salariales, Portinho consideraba que solo la emancipación económica de la mujer le permitiría su emancipación social y política. En una entrevista al diario A Noite, el 17 de agosto de 1933, decía:

...¿En qué le beneficia poder votar si ella (la mujer) está bajo tutela? Si no tiene emancipación económica ¿de qué le sirve la emancipación política? Y sí no es intelectualmente libre, entonces podemos afirmar que en realidad, no lo es políticamente. Apenas servirá como instrumento en las manos de los profesionales de la política. Si la mujer en Brasil no tiene derecho ni siquiera dentro de su hogar, donde ella es todo, y por el que todo es capaz de sacrificar, ¿de qué sirve darle derecho al voto y solamente ese derecho? Llega hasta los límites de la ironía esta concesión aislada. Es como si se liberara a un pájaro de su jaula y se lo soltase en una habitación cerrada(...) Sin derechos civiles, sin emancipación económica, sin instrucción, sin educación, sin conocer sus propios problemas, la mujer continuará siempre como protegida del hombre(...)